# Arts and Crafts

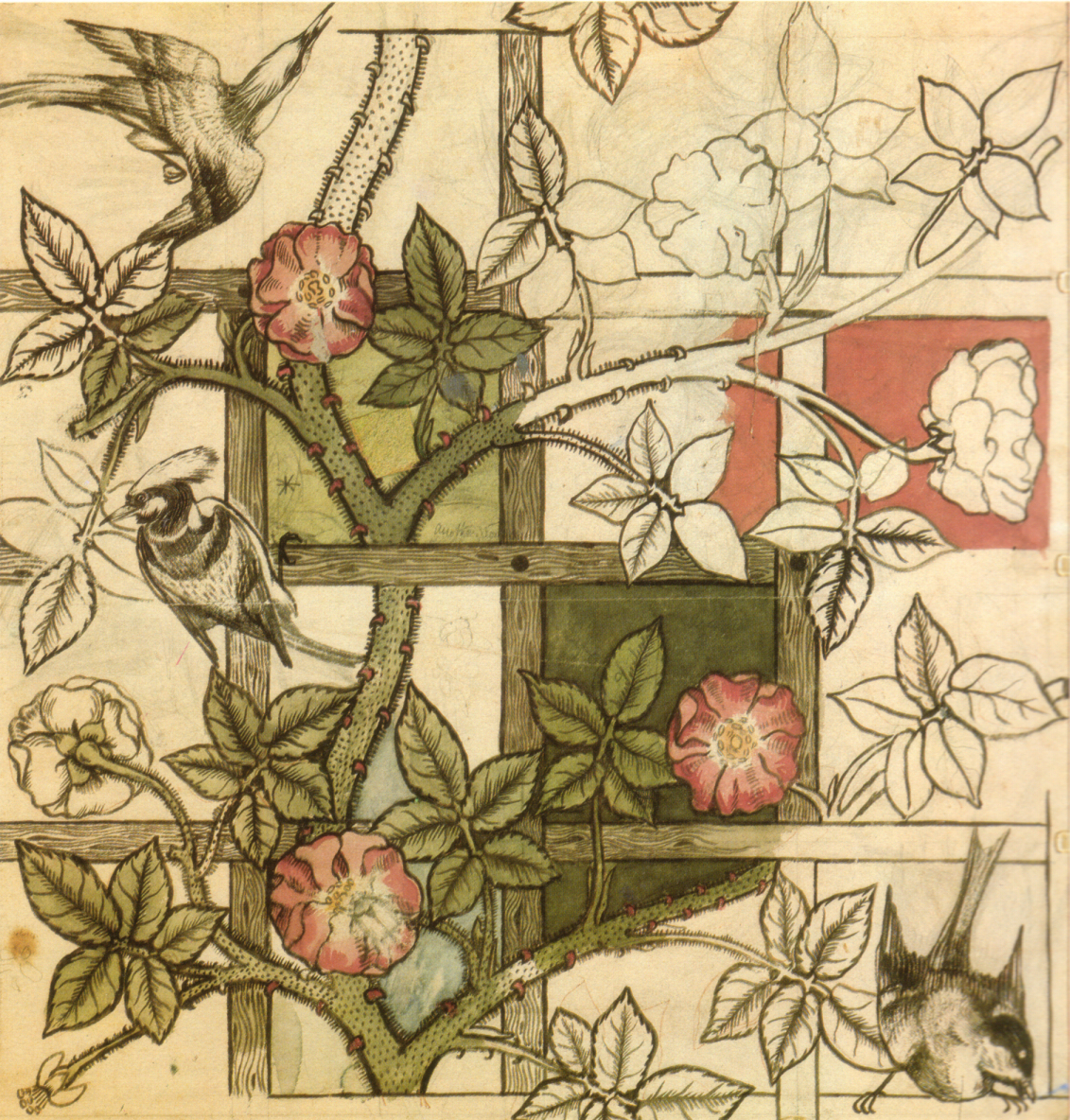
Skiss till tapeten Trellis av William Morris 1862.

Arts and Crafts Movement var en konstriktning och social rörelse i Storbritannien som, inledningsvis, lät sig inspireras av John Ruskins skrifter, i synnerhet The Stones of Venice (1853) och kapitlet The Nature of Gothic, och hade som störst betydelse mellan 1880 och 1910.

## Historik
Arts and Crafts-rörelsen spred sig omkring 1900 utanför Storbritannien och fick stor betydelse för Jugendstilens utveckling.
Arts and Crafts hade mycket stort inflytande på hantverk, arkitektur, stadsplanering, trädgårdskonst och inredning, i synnerhet i Storbritannien. I USA kan termen i stället avse inredningsarkitektur i allmänhet mellan jugend och art déco ungefär 1910-1925.
Arts and Crafts-rörelsen startades som en av flera rörelser som eftersträvade en stil som var specifik för 1800-talet och kom till som en reaktion mot de eklektistiska, historiska stilarna och de stilimiterande industriprodukter som den industriella revolutionen hade skapat. Rörelsen förordade hantverksföremål i stället för maskintillverkade produkter och en personlig stil i stället för de historiska stilarna. 
Emellertid kan man i den formgiving som rörelsen gav upphov till se en viss preferens för nygotik och lantlig idyll, och många föremål som producerades lämnades medvetet ofärdiga för att ge ett mer rustikt intryck. Man hade en helhetsvision av den visuella miljön, där både bruksföremål, byggnader, omgivning och dekorationer skulle ges en genuin estetisk prägel.
I USA och Europa kom en viss kvinnlig emancipation att följa Arts and Crafts-rörelsen. Många kvinnor kunde få en egen ekonomisk inkomst tack vare sin verksamhet som inte sällan bedrevs från hemmet. En amerikansk förgrening fick rörelsen när Elbert Hubbard 1895 grundade Roycroft-samfundet i East Aurora, New York, vid vars boktryckeri de svenskfödda typografbröderna Axel Edward och Emil Georg Sahlin var verksamma.

## Svenska förhållanden
I Sverige företräddes estetiken främst av arkitekten Ragnar Östberg och fick ett visst genomslag under åren 1900-1915. På det sociala området inspirerades sannolikt bland andra Ellen Key och Karl-Erik Forsslund av rörelsen.
Inflytande från Arts and Crafts kan dock vara svårt att skilja från den allmänna nationalromantik och strävan efter rustika material, hantverksskicklighet och autenticitet, som rådde inom arkitektur och formgivning i Sverige vid tiden. Exempel på byggnader som lånat drag från Arts and crafts, är bl.a. säteriet Adelsnäs parkanläggning, Masthuggskyrkan i Göteborg, Stockholms stadshus, och Sigtunastiftelsen i Sigtuna. Carl Larsson, Karin Larsson och deras hemtrevliga idyll "Lilla Hyttnäs" i Sundborn i Dalarna påverkades en hel del av William Morris och Arts and Crafts. Även villaområdet Storängen i Nacka öster om Stockholm bär drag av Arts and Crafts, även om strömningen även i detta fall kan vara svår att urskilja från inhemska idéer och ideal.

## Konstnärer
- William Morris
- Charles Robert Ashbee
- T J Cobden Sanderson
- Walter Crane
- William Robinson
- Gertrude Jekyll
- Baillie Scott
- Arthur Heygate Mackmurdo
- Charles Voysey
- Philip Webb